# Samuele Sangalli
Samuele Sangalli (ur. 10 września 1967 w Lecco) – włoski duchowny katolicki, od 2024 sekretarz pomocniczy Dykasterii ds. Ewangelizacji, arcybiskup ad personam od 2025.

## Życiorys
8 czerwca 1996 otrzymał święcenia kapłańskie i został inkardynowany do archidiecezji mediolańskiej. Po święceniach studiował na rzymskich uczelniach, a następnie rozpoczął pracę w watykańskiej Kongregacji ds. Biskupów.
25 kwietnia 2023 został mianowany przez papieża Franciszka podsekretarzem Dykasterii ds. Ewangelizacji. 1 października 2024 został mianowany sekretarzem pomocniczym tejże dykasterii.
6 lutego 2025 papież Franciszek mianował go arcybiskupem tytularnym Zelli. Sakrę przyjął 19 marca 2025 w bazylice św. Piotra na Watykanie wraz z biskupem Diego Sarrió Cucarellą z rąk kardynała Luisa Antonio Tagle.